# Luhinsalo
Luhinsalo är ett träsk i Finland. Det ligger i Lapinlax i landskapet Norra Savolax, i den centrala delen av landet, 400 km norr om huvudstaden Helsingfors.